# Strzegom (gromada)
Strzegom (do 31 XII 1959 Żółkiewka) – dawna gromada, czyli najmniejsza jednostka podziału terytorialnego Polskiej Rzeczypospolitej Ludowej w latach 1954–1972.
Gromady, z gromadzkimi radami narodowymi (GRN) jako organami władzy najniższego stopnia na wsi, funkcjonowały od reformy reorganizującej administrację wiejską przeprowadzonej jesienią 1954 do momentu ich zniesienia z dniem 1 stycznia 1973, tym samym wypierając organizację gminną w latach 1954–1972.
Gromadę Strzegom z siedzibą GRN w mieście Strzegomiu (nie wchodzącym w skład gromady) utworzono 1 stycznia 1960 w powiecie świdnickim w woj. wrocławskim w związku z przeniesieniem siedziby GRN gromady Żółkiewka z Żółkiewki do Strzegomia i zmianą nazwy jednostki (zwiększonej tego samego dnia o wsie Granica, Stawiska i Tomkowice) na gromada Strzegom. Dla gromady ustalono 18 członków gromadzkiej rady narodowej.
1 lipca 1968 do gromady Strzegom włączono obszar zniesionej gromady Goczałków oraz wsie Międzyrzecze i Stanowice ze zniesionej gromady Stanowice w tymże powiecie.
Gromada przetrwała do końca 1972 roku, czyli do kolejnej reformy gminnej. 1 stycznia 1973 powiecie świdnickim utworzono gminę Strzegom.